# Ugo Cavallero
Ugo Cavallero (Casale Monferrato, 20 september 1880 - Frascati, 14 september 1943) was een Italiaans generaal die vocht in de Eerste Wereldoorlog en in de Tweede Wereldoorlog.

## Beginjaren
Ugo Cavallero studeerde wiskunde in Turijn. Hij nam deel aan de Italiaans-Turkse Oorlog.

## Eerste Wereldoorlog
In de Eerste Wereldoorlog onderscheidde hij zich bij de terugtocht uit Caporetto. In 1918 vocht hij in de slag aan de Piave en de slag bij Vittorio Veneto. Hij werd op pas 38-jarige leeftijd generaal. Hij vertegenwoordigde Italië bij het Verdrag van Versailles in 1919.

## Interbellum
Hij werd directeur-generaal bij Pirelli. Van mei 1925 tot november 1928 was hij secretaris bij het ministerie van oorlog onder Benito Mussolini. In 1926 werd hij senator. In 1928 werd hij verheven tot graaf. In 1928 werd hij voorzitter van Ansaldo. Van 1937 tot 1939 kreeg hij het bevel over de Italiaanse troepen in Italiaans Oost-Afrika. In 1939 werd hij ondervoorzitter van de economische en militaire commissie voor uitvoering van het Staalpact met Duitsland.

## Tweede Wereldoorlog
In december 1940 werd hij met terugwerkende kracht tot 1934 bevelhebber van het legerkorps. Op 4 december 1940 werd hij hoofd van de generale staf ter vervanging van Pietro Badoglio. De twee hadden meermaals ruzie gemaakt. Hij kreeg het bevel van het leger in Albanië ter vervanging van generaal Ubaldo Soddu. Ugo Cavallero werkte nauw samen met Albert Kesselring, maar had geen hoge dunk van Erwin Rommel. Op 14 februari 1942 kreeg hij het IJzeren Kruis (Duitsland). Op 1 juli 1942 werd hij bevorderd tot maarschalk, nadat Erwin Rommel tot veldmaarschalk bevorderd was. In juli 1943 hadden de geallieerden Libië ingenomen en werd Cavallero vervangen door Vittorio Ambrosio. De fascist Galeazzo Ciano drukte zijn vreugde uit over het ontslag.
Op 25 juli 1943 na de val van Mussolini liet de ondertussen premier geworden Badoglio Ugo Cavallero arresteren op beschuldiging een staatsgreep te beramen. Vanwege zijn rang van senator moest hij niet in de gevangenis, maar kreeg hij huisarrest in een paleis. Op voorspraak van Victor Emanuel III werd hij vrijgelaten. Eind augustus werd hij opnieuw gearresteerd en opgesloten in Fort Boccea.
Op 12 september 1943 werd hij door de Duitsers bevrijd en werd hij naar Frascati gebracht. Veldmaarschalk Albert Kesselring stelde hem in naam van Adolf Hitler voor om het Italiaanse leger te leiden. Hij weigerde en werd in de ochtend van 14 september 1943 in de tuin van hotel Belvedère dood teruggevonden met een pistoolschot door zijn hoofd.

## Militaire loopbaan
- Tweede luitenant (Sottotenente), Koninklijk Italiaans Leger: 1900
- Eerste luitenant (Primo Tenente), Koninklijk Italiaans Leger: 1904
- Kapitein (Capitano), Koninklijk Italiaans Leger: februari 1912
- Majoor (Maggiore), Koninklijk Italiaans Leger: oktober 1915
- Luitenant-kolonel (Tenente Colonello), Koninklijk Italiaans Leger: 31 mei 1917[3]
- Kolonel (Colonello), Koninklijk Italiaans Leger: 21 oktober 1917[3]
- Brigadegeneraal (Generale di Brigata), Koninklijk Italiaans Leger: 12 december 1918[3]
- Generaal-majoor (Generale di Divisione), Koninklijk Italiaans Leger: 13 oktober 1927[3]
- Luitenant-generaal (Luogetenente Generale), Koninklijk Italiaans Leger: 16 juni 1934[3]
- Generaal (Generale d'armata), Koninklijk Italiaans Leger: 10 mei 1940[2][3]
- Maarschalk van Italië (Maresciallo d'Italia), Koninklijk Italiaans Leger: 1 juli 1942[3]

## Onderscheidingen
- Orde van de Italiaanse Kroon
  - Grootofficier op 18 december 1921[2]
  - Commandeur op 8 augustus 1920[2]
  - Officier op 29 december 1918[2]
  - Ridder op 4 juni 1914[2]
- Orde van Sint-Mauritius en Sint-Lazarus
  - Commandeur op 11 juni 1925[2]
  - Officier op 21 september 1921[2]
  - Ridder op 13 september 1917[2]
- Militaire Orde van Savoye
  - Officier op 27 juni 1918[2]
  - Ridder op 12 augustus 1916[2]
- Ridder in de Koloniale Orde van de Ster van Italië op 3 april 1924[2]
- Herdenkingsmedaille van de Italiaanse-Turkse Oorlog van 1911-1912[2]
- Oorlogskruis[2]
- Croce d'oro per anzianità di servizio (40 dienstjaren)[2]
- Gouden medaille voor Dapperheid in december 1942[4][2]
- Bronzen medaille voor Dapperheid op 16 mei 1913[2]
- Herdenkingsmedaille van de Italiaanse-Oostenrijkse Oorlog 1915-1918[2]
- Herdenkingsmedaille van de Eenheid van Italië[2]
- Overwinningsmedaille[2]
- Ridderkruis op 14 februari 1942[2][4]- 19 februari 1942[5]
- Ridder Grootkruis in de Orde van Malta